# Spodnje Selce
Spodnje Selce je naselje u slovenskoj Općini Šmarje pri Jelšahu. Spodnje Selce se nalazi u pokrajini Štajerskoj i statističkoj regiji Savinjskoj. 

## Stanovništvo
Prema popisu stanovništva iz 2002. godine naselje je imalo 48 stanovnika.